# Mamestra blenna
Mamestra blenna là một loài bướm đêm trong họ Noctuidae.